# Републикански път III-9901
Републикански път IIІ-9901 е третокласен път, част от Републиканската пътна мрежа на България, преминаващ изцяло по територията на Бургаска област, Община Царево. Дължината му е 30 km.
Пътят се отклонява наляво при 51,9 km на Републикански път II-99 югозападно от град Царево и се насочва на юг-югоизток покрай брега на Черно море. Минава през село Варвара и град Ахтопол, пресича река Велека в близост до устието ѝ, минава и през западната част на село Синеморец и завършва в центъра на село Резово.
| Пътища, отклоняващи се надясно (населено място, № на пътя, посока на пътя) | km   | Пътища, отклоняващи се наляво (посока на пътя, № на пътя, населено място) |
| -------------------------------------------------------------------------- | ---- | ------------------------------------------------------------------------- |
| Община Царево, II-99, 51,9 km ← .                                          | 0,0  | ← 51,9 km, II-99, Община Царево → общински път (за гр. Царево)            |
| (за с. Бродилово) общински път ←                                           | 2,2  |                                                                           |
|                                                                            | 3    | → общински път (за гр. Царево)                                            |
| с. Варвара                                                                 | 8    | с. Варвара                                                                |
| гр. Ахтопол                                                                | 13,4 | гр. Ахтопол                                                               |
| с. Синеморец                                                               | 19   | с. Синеморец                                                              |
| с. Резово                                                                  | 30   | с. Резово                                                                 |